# Demir Demirkan

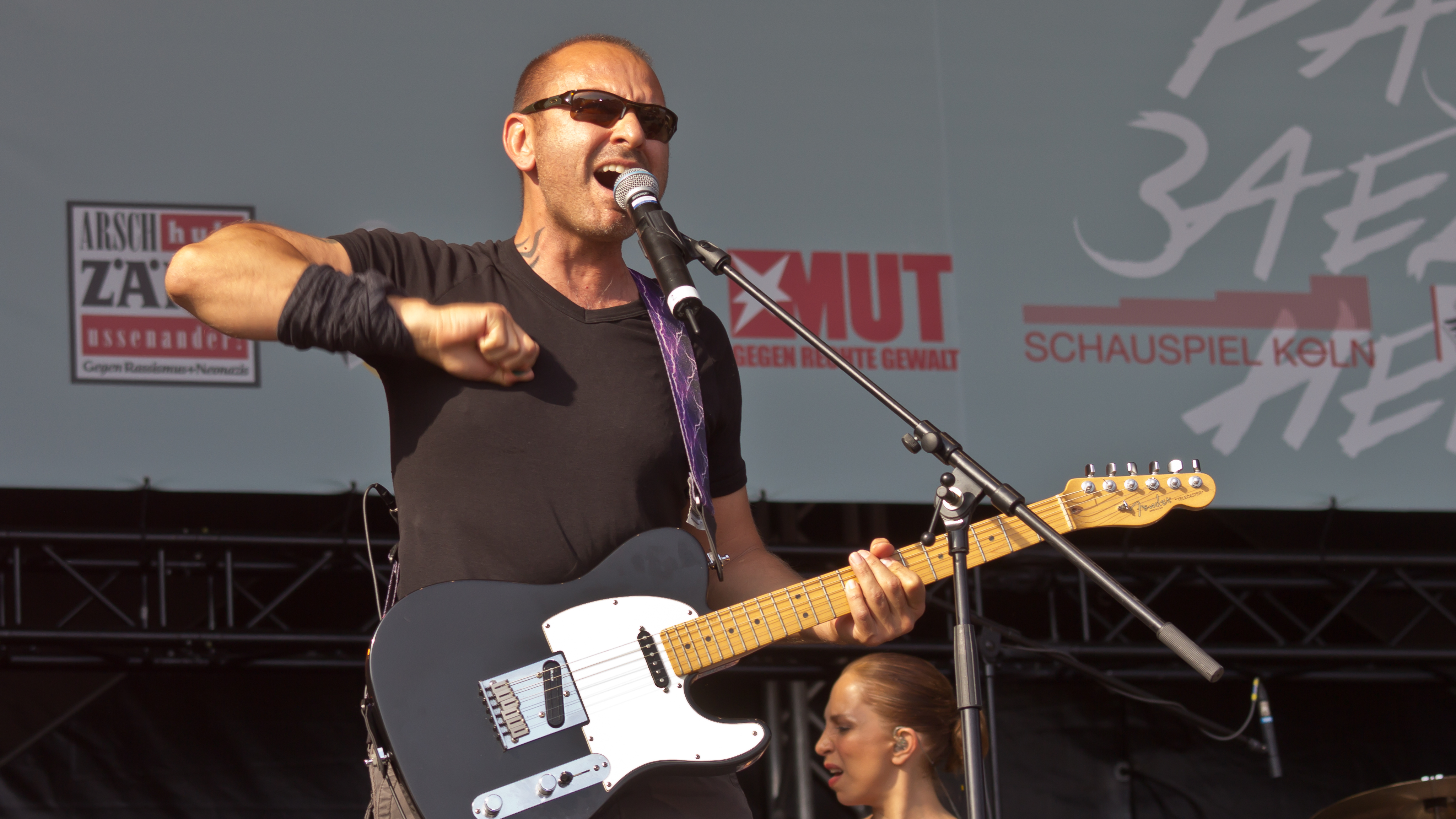
Demir Demirkan (2014)

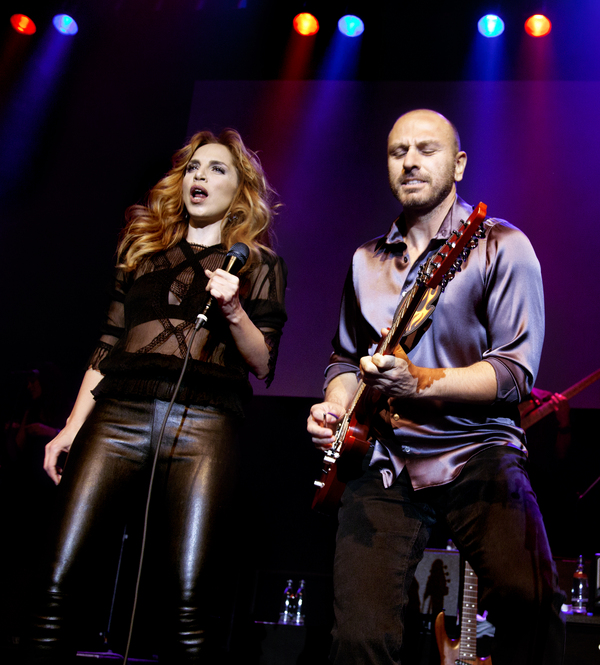
Demir Demirkan (rechts) mit Sertab Erener

Demir Demirkan (* 12. August 1972 in Adana, Türkei) ist ein türkischer Musiker und Schauspieler.

## Leben und Karriere
Schon während seiner Schulzeit in Ankara und Izmir hatte er erste Erfolge mit der Band Pentagram. Nach der Schule studierte er zunächst Englisch und Sozialwissenschaften, anschließend ab 1992 am Musicians Institute in Los Angeles.
Nach der Rückkehr nach Istanbul 1996 folgten weitere Alben mit Pentagram. Zwischen 1997 und 1999 produzierte er unter anderem zwei Alben für Şebnem Ferah und ein Duett von Sertab Erener und Ricky Martin.
2000 erschien Demirkans Solo-Debüt bei Sony Music Turkey. Im selben Jahr übernahm er erste Rollen in zwei türkischen Fernsehfilmen. Das zweite Soloalbum erschien 2002, in Verbindung mit einer umfangreichen Tournee in der Türkei.
Demirkan spielte die Hauptrolle in der Serie Beşi Bir Yerde, der türkischen Version der Kultserie Party of Five und steuerte die Titelmelodie bei. Er schrieb und produziert 2003 den Song „Every Way That I Can“, der in der Interpretation von Sertab Erener der Türkei den Sieg beim Eurovision Song Contest 2003 brachte. Er wurde 2003 zum türkischen Mann des Jahres gewählt und wird das Modell für die türkische Lee-Jeans-Kampagne.
Demirkans drittes Album „Istanbul 2004“ erschien im Juli 2004 bei Ulftone Music in Europa. 2005 schrieb der die Filmmusik zum Film Gelibolu von Tolga Örnek. Sein Album "Ateş Yağmurunda Çırılçıplak" erschien 2007. Im Juni 2009 veröffentlichte er zusammen mit Sertab Erener das Album „Painted on Water“. 2010 veröffentlichte er das Album "Biriz" zusammen mit Sertab, Aynur Doğan, Ayşenur Kolivar und dem Antakya Medeniyetler Korusu.
Für den Film Zenne Dancer schrieb er zusammen mit Paolo Poti die Filmmusik.
2012 veröffentlichte er ein Best-of-Album.

## Diskografie

### Alben
| - 2000: Demir Demirkan - 2002: Dünya Benim - 2004: İstanbul - 2007: Ateş Yağmurunda Çırılçıplak - 2008: Yolun Yarısı - 2014: Tam Ölmek De Değil - 2015: Aşk Meşk - 2018: War3-awakening (englischsprachiges Album) - 2019: Elysium in Ashes (englischsprachiges Album) Soundtracks - 2005: Gelibolu/Gallipoli - 2012: Zenne Dancer (mit Paolo Poti) - 2013: Kayıp Şehir - 2017: The Glass | Kollaborationen - 2008: Devrim Arabaları (mit Sabri Tuluğ Tırpan & The City of Prague Philharmonic Orchestra) - 2009: Painted on Water (mit Sertab Erener) - 2010: Biriz (mit Sertab Erener, Aynur Doğan, Ayşenur Kolivar & Antakya Medeniyetler Korosu) Livealben - 2008: Gerçek Kompilationen - 2012: 2000-2012 |

### Singles
| - 2000: Göçmen - 2000: Gümüş - 2000: Belki - 2002: Aşk Var Ya - 2002: Resim - 2004: Hayat Sensiz Olmuyor - 2004: Kahpe - 2004: Gitti Gider - 2004: Tomorrow Is Another Day - 2004: Zaferlerim - 2007: Nafile - 2007: Rüzgâr - 2008: Alıştım Artık - 2010: Aşktan Öte - 2010: Öfkem ve Ben - 2011: Doya Doya (mit Özge Fışkın) - 2011: The Other Within | - 2012: Hepsi Hikaye - 2013: Hatırla - 2014: Sor - 2014: Teslim - 2015: Günahı Boynuma - 2016: Şah Damarımdan - 2018: Freedom - 2018: It's a Texas Christmas (mit Lance Keltner) - 2019: Bring It On - 2019: This I Swear - 2020: Deli Hayaller - 2020: Hayat Nedir - 2025: Yüreğime Vur Kadehi - 2025: İki Dünya Arasında - 2025: Suçlusun - 2025: Bizi Affetme - 2025: Çok Güzelsin |

## Auszeichnungen
- 2001: Kral Türkiye Müzik Award in der Kategorie Bestes Musikvideo (für Belki)